# En stjärna gick på himlen fram
En stjärna gick på himlen fram är en trettondagspsalm, ursprungligen en latinsk julsång från 1300-talet, "Puer natus in Betlehem". De två sista verserna (nr 6 och 7) är "ståverser". Laurentius Jonae Gestritius gjorde en fri omdiktning som trycktes efter hans död, 1619, med begynnelseorden "Itt lijtet Barn är oss födt nu". Den gavs en omfattande bearbetning av Jesper Svedberg 1694, till en psalm med tolv verser och titelraden "Ett barn är födt af jungfru reen" för 1695 års psalmbok. 1819 års psalmbok saknar uppgift om vem som har bearbetat psalmen ytterligare, men i 1937 års psalmbok anges att det var Johan Olof Wallin som 1816 bearbetade texten till sju verser. Inför 1987 års psalmbok bearbetades den av Anders Frostenson 1977 och tidigare upphovsmän nämns inte längre.
Den nionde versen 1695 lyder:
Guld, rökwerck, mirrham boro the, boro the
Och gladdes at fåå Christum see. Halle: Halleluja
Den fjärde versen 1937 lyder:
Guld, rökverk, myrra buro de, Halleluja!
Och gladdes att få Kristus se. Halleluja! Halleluja!
Melodin är en medeltida julvisa från 1553. I 1697 års koralbok anges att melodin också användes för psalmen Ett barn är födt i Bethlehem (nr 145).
|  |
|  |

## Publicerad som
- Nr 146 i 1695 års psalmbok under rubriken "Trettonde Dags Psalmer".
- Nr 67 i 1819 års psalmbok under rubriken "Jesu kärleksfulla uppenbarelse i mänskligheten: Ledstjärnan till Betlehem (trettondedagspsalmer)".
- Nr 58 i Hemlandssånger, 1891, sju verser under rubriken "Trettondedagen" ur "Finska psalmboken"
- Nr 108 Metodistkyrkans psalmbok 1896 under rubriken "Kristi ankomst och födelse".
- Nr 176 i Sionstoner 1935 under rubriken "Trettondedagen".
- Nr 67 i 1937 års psalmbok under rubriken "Trettondedag Jul".
- Nr 130 i Den svenska psalmboken 1986, Cecilia 1986, Psalmer och Sånger 1987, Segertoner 1988 och Frälsningsarméns sångbok 1990 under rubriken "Trettondedag jul".
- Nr 45 i Finlandssvenska psalmboken 1986 med titelraden "En stjärna lyste undersam" under rubriken "Trettondagen".